# Hôtel Jassedé
Ne doit pas être confondu avec Immeuble Jassedé.
L'hôtel Jassedé (parfois dit villa Jassedé) est un hôtel particulier situé dans le 16e arrondissement de Paris, 41 rue Chardon-Lagache, et édifié en 1893 par Hector Guimard (1867-1942), futur maître de l'Art nouveau.
L'hôtel Jassedé — à ne pas confondre avec la villa Jassedé d'Issy-les-Moulineaux, datant de la même année, ni avec l'immeuble Jassedé de 1905 — est l'une des premières constructions témoignant du désir qu'a Guimard de renouveler l'architecture dans le sens du rationalisme impulsé par Eugène Viollet-le-Duc.
Inscrite sur la liste des monuments historiques pour certaines de ses parties, cette résidence privée ne se visite pas.

## Historique du projet

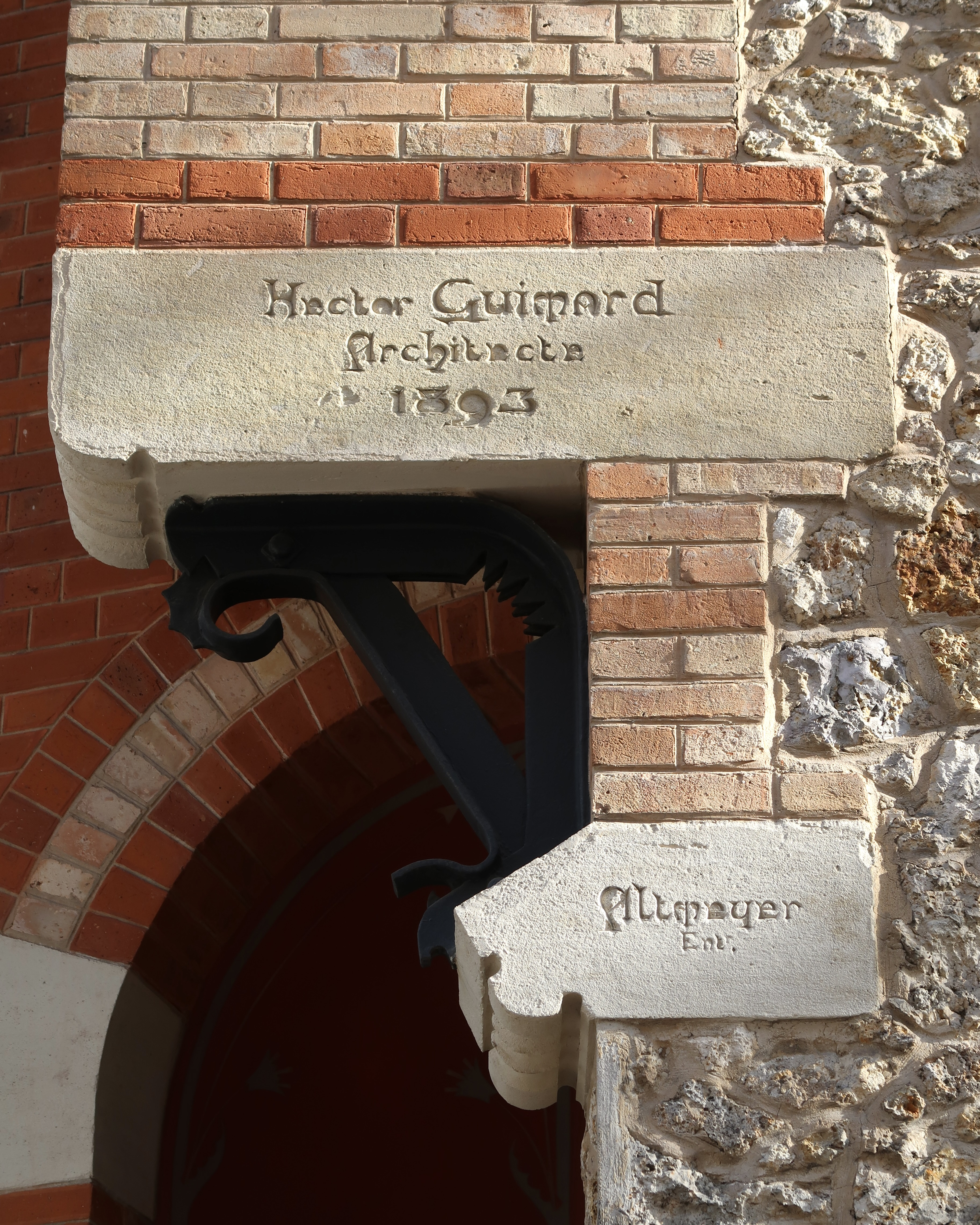
Inscriptions en façade.

L'hôtel Jassedé est le deuxième bâtiment privé d'envergure conçu par Hector Guimard.
En 1893, âgé de 25 ans, Guimard n'est pas encore connu comme architecte mais enseigne à l'École des Arts décoratifs, où il a été élève avant d'intégrer les Beaux-Arts de Paris. S'il vient d'échouer au concours du prix de Rome, il a réalisé un petit pavillon pour l'exposition universelle de 1889 ainsi que, dans le quartier d'Auteuil où il habite, une salle de restaurant café-concert, Le Grand Neptune, en 1888, et surtout, en 1891, au 34 de la rue Boileau, un hôtel particulier pour Charles-Camille Roszé, représentant en gants de peau,.
Fréquentant la petite communauté bourgeoise catholique d'Auteuil — quartier encore largement populaire où voisinent ouvriers, artisans et commerçants —, il a rencontré aussi Louis Jassedé, qui veut se faire construire une villa au coin de la villa de la Réunion et de la rue du Point-du-Jour, actuelle rue Chardon-Lagache, non loin de l'épicerie dont il est propriétaire.
Le projet que Guimard lui présente — qui tire parti des fondations et de la géométrie d'un bâtiment préexistant sur la parcelle et dont certains plans et motifs décoratifs à l'aquarelle sont conservés au musée d'Orsay — « témoigne de son désir encore plus vif de sortir de la convention », affirme l'historien d'art spécialiste de l'Art nouveau Philippe Thiébaut.

## Caractéristiques architecturales
À l'instar du précédent, cet édifice porte la marque d'un style néogothique empreint de pittoresque comme de rationalisme.
L'hôtel Roszé, dont les volumes cubiques et les toits de tuiles évoquent encore la villa « à l'italienne », manifestait déjà la volonté de son concepteur, lecteur assidu des ouvrages d'Eugène Viollet-le-Duc, d'animer les façades par des décrochements et des jeux de matériaux traduisant certains agencements intérieurs. Cette tendance s'affirme dans l'hôtel Jassedé, qui rejette plus nettement la symétrie classique et cultive les ruptures de volumes, notamment au niveau des toitures,.

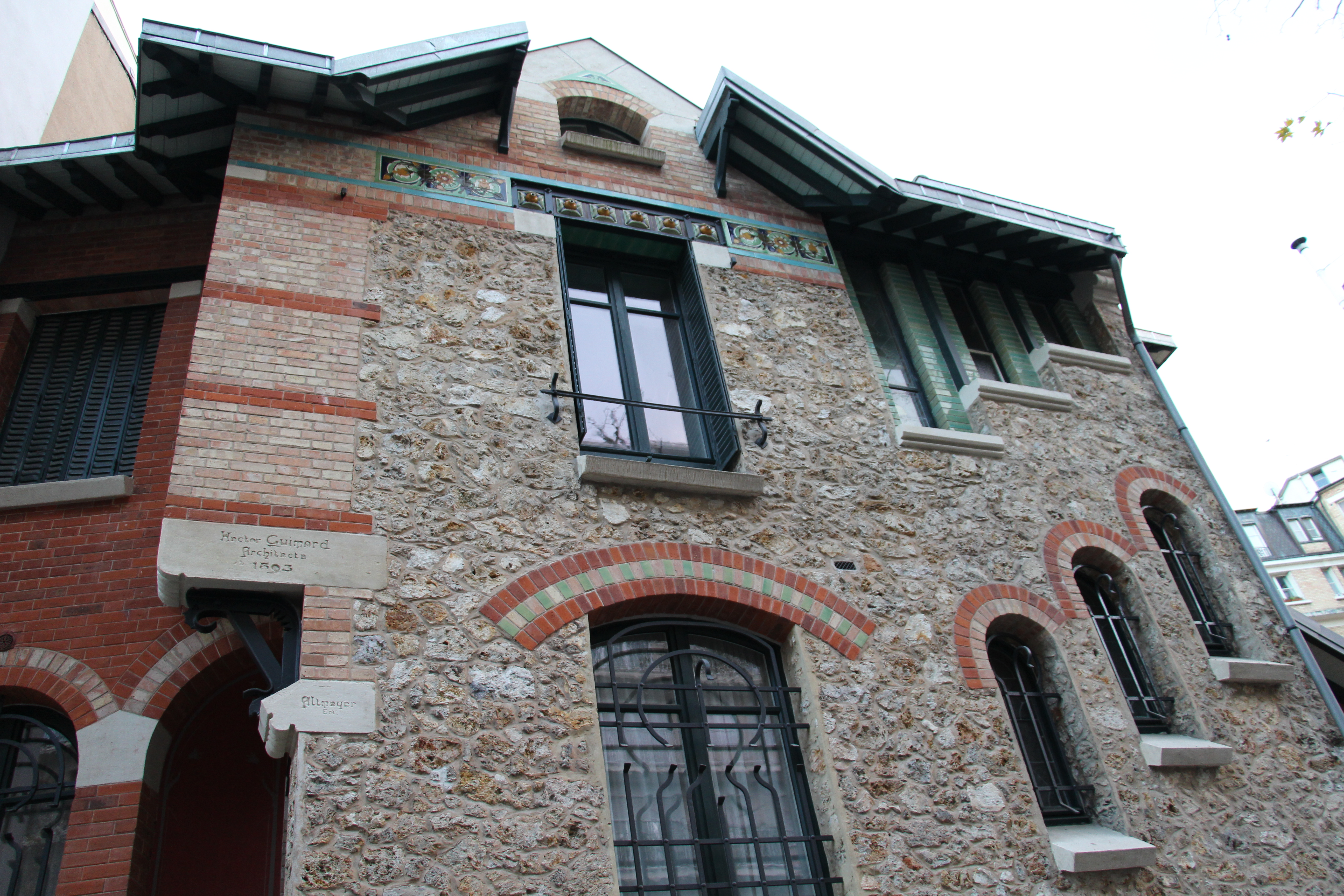
Sur la façade sont visibles décrochements, asymétrie, fenêtres en escalier, matériaux, couleurs et décorations variés.

L'architecte mêle différents matériaux de construction et de revêtement — pierre de taille, meulière, brique, crépi, terre cuite, tuile émaillée, fer, bois — dans un apparent désordre qui s'avère à l'examen correspondre aux articulations du bâtiment : les décrochements en façade soulignent ainsi la fonction des espaces intérieurs. De même pour les couleurs, issues des matériaux eux-mêmes ou rajoutées par des frises de céramique : briques, terres cuites et grès émaillé attirent l'œil sur certains points essentiels de la structure,.
Il innove également en créant des modèles de meubles en accord avec l'architecture : quelques dessins de sièges au piètement en porte-à-faux directement inspiré de Viollet-le-Duc ont été retrouvés. L'hôtel Jassedé apparaît à ce titre « comme le terrain d'expériences nouvelles et décisives » pour le jeune architecte-décorateur.
Si cet essai encore timide diffère assez peu des maisons édifiées au même moment par d'autres architectes dans la proche banlieue de Paris, il contribue à asseoir la réputation de Guimard dans le quartier d'Auteuil, où il rencontrera un an plus tard la commanditaire de sa première grande construction novatrice, le Castel Béranger.

## Conservation du bâtiment

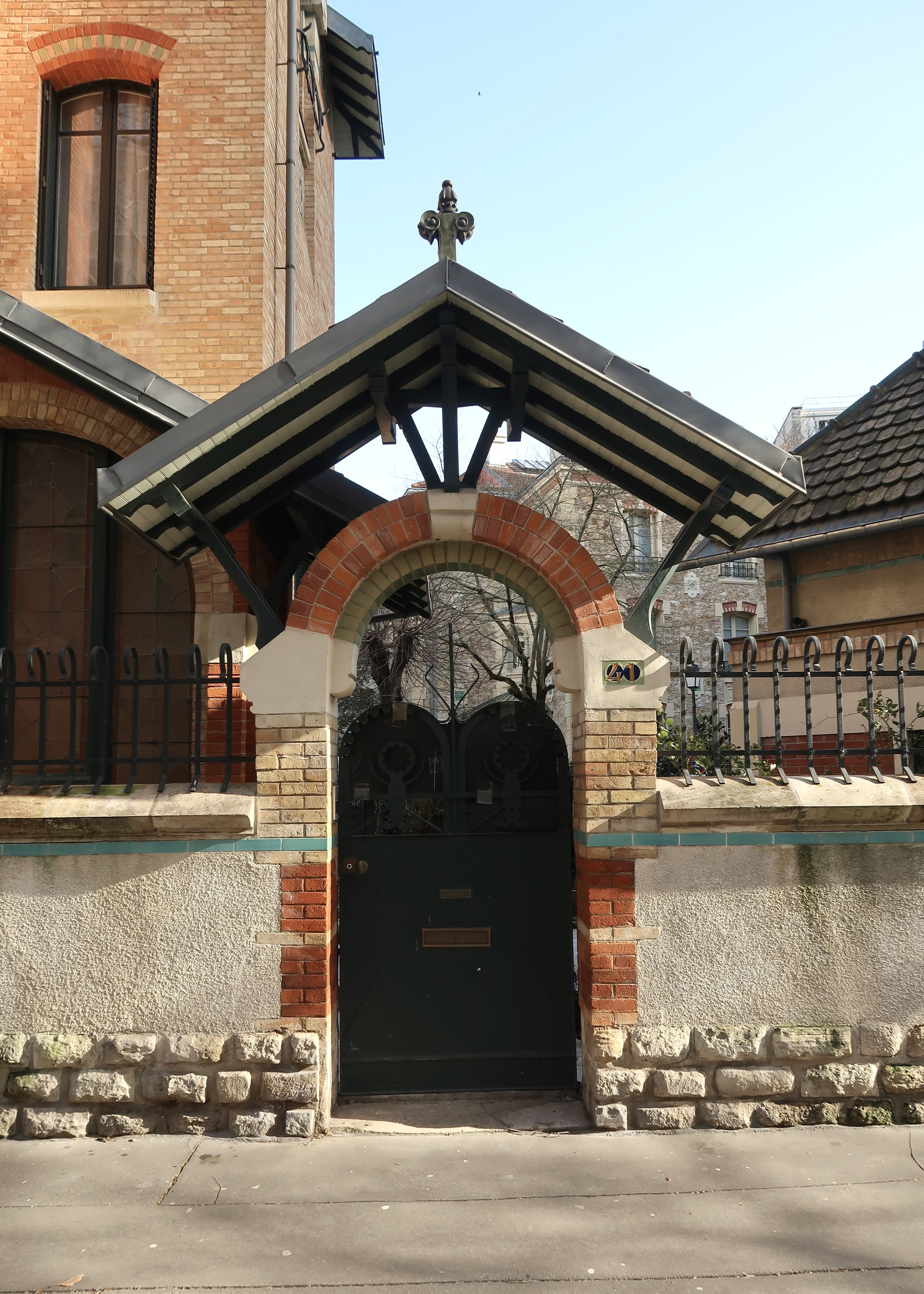
Entrée.

L'hôtel Jassedé a échappé à la vague de destructions dont ont été victimes les œuvres de Guimard au cours du XXe siècle.
Dès la fin de la Première Guerre mondiale, l'Art nouveau connaît un déclin qui aboutit à la démolition, jusqu'aux années 1960, de maints édifices à Paris ou ailleurs, dont plus de la moitié des constructions d'Hector Guimard : prémices de ce que lui-même appelait le « style Guimard » et de la mode de ce genre d'architecture dans la capitale, l'hôtel Jassedé reste debout, à l'instar d'autres villas privées édifiées par lui dans le quartier,,.
Inclus dans un site classé le 6 août 1975, l'hôtel Jassedé est partiellement inscrit comme monument historique le 28 avril 1980, pour les façades et toitures des bâtiments principal et annexe, le portail d'entrée et le mur de clôture. En 2014 est entreprise la restauration des façades et des toitures ainsi que la réfection partielle des menuiseries extérieures : l'ouvrage est confié aux ateliers de Sébastien Cord, architecte du patrimoine.